# Lorenz von Stein
Lorenz Jacob von Stein (født 15. november 1815 i Egernførde (Slesvig), død 23. september 1890 ved Wien) var en tysk socialøkonom og finansteoretiker.
Efter retsvidenskabelige studier i Kiel, København, Berlin og Jena kom Stein til Paris, hvor han trådte i forbindelse med Louis Blanc, Étienne Cabet, Victor Considerant og andre af førerne for den sociale bevægelse og med åndslivlig og smidig påvirkelighed viede denne indgående iagttagelser og granskning.
Resultatet heraf var de socialhistoriske værker Der Sozialismus und Kommunismus des heutigen Frankreichs (Leipzig 1842, 2. udg. i 2 bind 1848) og Geschichte der sozialen Bewegung in Frankreich von 1789 bis auf unsere Tage (3 bind, Leipzig 1850), der er en hovedkilde til emnets historie.
Imidlertid var Stein 1846 blevet professor i statsvidenskaber i Kiel. Da han, bl.a. i skriftet La question du Schleswig-Holstein (Paris 1848), gjorde sig til talsmand for de separatistiske tendenser inden for hertugdømmerne, ledede dette til hans afsættelse 1851. Fra 1855 indtil 1885 virkede han som professor i statsvidenskaber i Wien.
Stein udfoldede her ikke blot en i høj grad impulsiv lærergerning, men også en betydelig litterær produktion inden for alle områder af sin videnskab. Hans hovedværk er den omfangsrige og grundlæggende, ved sin fremkomst udtømmende Verwaltungslehre (7 bind, Stuttgart 1863—68).
En mere håndterlig bearbejdelse heraf er Handbuch der Verwaltungslehre und des Verwaltungsrechtes (Stuttgart 1870, 3. omarb. udg. i 3 bind 1888). Stærkt benyttet var hans Lehrbuch der Finanzwissenschaft (Leipzig 1860; 5. udg. i 4 bind, 1885-86).